# Shaw Communications
Shaw Communications Inc. (TSX: SJR.B
, NYSE: SJR) é uma companhia canadense de telecomunicações sediada em Calgary, Alberta.
A companhia foi fundada por J.R. Shaw in 1966 como "Capital Cable Television Co Ltd." e hoje disponibiliza serviços de telefonia, internet e televisão.